# 物質界 (ダンジョンズ&ドラゴンズ)
物質界（ぶっしつかい、Material Plane）あるいは主要物質界（しゅようぶっしつかい、Prime Material Plane）は、ダンジョンズ&ドラゴンズ ・ロールプレイングゲームの中心となる存在の次元界である。主要物質界はレイヴンロフト とプレーンスケープ ・セッティングを除くたいていのキャンペーンセッティングにおいて、主要な舞台となる。
プレーンスケープ とスペルジャマー ・セッティングに共有される宇宙観は、多数の異なる世界を含むただ1つの主要物質界を持つ。マニュアル・オブ・プレインズ で使用されたような他の宇宙観においては、異なる複数の物質界が存在する。第3版のマニュアル・オブ・プレインズ では、「主要物質界」の用語は使用されず、「物質界」のみが使用された。
プレーンスケープ キャンペーンセッティングでは、主要物質界から次元間都市シギルにやってきた人々は、自分達自身を「一流(Prime)」と呼んだ。「一流」達はしばしば、シギルや他の諸次元界に居住する次元間の上流階級の者達から才覚のない「二流者(Clueless)」という扱いを受けた。
第4版では、「主要物質界」、「物質界」という用語はもはや使用されず、アドベンチャーが通常行われる存在の次元界は「定命の世界」、「この世界」、「中つ世」、「自然世界」などとして知られる。